# Klemens Tilmann
Klemens Tilmann COr (ur. 31 grudnia 1904 w Berlinie, zm. 11 grudnia 1984 w Monachium) – niemiecki duchowny katolicki, oratorianin, teolog, pisarz.

## Biografia
Tilmann obronił doktorat z filozofii w 1928. Święcenia kapłańskie przyjął w 1930, w 1934 wstąpił do oratorianów. W czasie II wojny światowej odbył służbę jako sanitariusz. Po wojnie osiadł w Monachium. Był współautorem Katolickiego Katechizmu Diecezji Niemieckich (niem. Katholischer Katechismus der Bistümer Deutschlands), opublikowanego w 1955. Katechizm ten, nazywany również Zielonym katechizmem, ze względu na kolor okładki, przeznaczony był dla dzieci w wieku od 10 lat do 13. Został przetłumaczony na 30 języków. Tilmann był wykładowcą akademickim. Specjalizował się w pedagogice i katechetyce. Został powołany jako konsultor obrad Soboru Watykańskiego II.
W 1948 wydano w Polsce książkę Tilmanna Droga w słońcu, w tłumaczeniu ks. Klemensa Kosyrczyka.